# Zacamulpa
Zacamulpa är en ort i Mexiko, tillhörande kommunen Huixquilucan i delstaten Mexiko. Zacamulpa ligger i den centrala delen av landet och tillhör Mexico Citys storstadsområde. Orten hade 7 097 invånare vid folkmätningen 2010.